# Pinebluff
Pinebluff és una població dels Estats Units a l'estat de Carolina del Nord. Segons el cens del 2000 tenia 1.109 habitants.

## Demografia
Segons el cens del 2000, Pinebluff tenia 1.109 habitants, 449 habitatges i 315 famílies. La densitat de població era de 179,2 habitants per km².
Dels 449 habitatges en un 33% hi vivien nens de menys de 18 anys, en un 56,6% hi vivien parelles casades, en un 11,1% dones solteres, i en un 29,8% no eren unitats familiars. En el 25,4% dels habitatges hi vivien persones soles el 7,8% de les quals corresponia a persones de 65 anys o més que vivien soles. El nombre mitjà de persones vivint en cada habitatge era de 2,47 i el nombre mitjà de persones que vivien en cada família era de 2,97.
Per edats la població es repartia de la següent manera: un 25,2% tenia menys de 18 anys, un 6,4% entre 18 i 24, un 33,6% entre 25 i 44, un 24,8% de 45 a 60 i un 10% 65 anys o més.
L'edat mediana era de 35 anys. Per cada 100 dones de 18 o més anys hi havia 90,4 homes.
La renda mediana per habitatge era de 40.536 $ i la renda mediana per família de 47.500 $. Els homes tenien una renda mediana de 30.813 $ mentre que les dones 24.167 $. La renda per capita de la població era de 18.786 $. Entorn del 8,7% de les famílies i el 9,5% de la població estaven per davall del llindar de pobresa.

## Poblacions més properes
El següent diagrama mostra les poblacions més properes.